# Tra un gotto e l'atro
Tra un gotto e l'atro è un album del gruppo I Trilli pubblicato nel 1977 dall'etichetta Area Record.
Come riportato nel retro dell'LP, si tratta di un album nato da una serata tra amici, durante la quale spuntò per caso, tra un bicchiere di vino e l'altro, anche un registratore. Poi, senza togliere, aggiungere o alterare nulla, la registrazione fu incisa su disco.

## Tracce
Lato A
1. Olidin Olidena
2. Lanterna de Zena
3. O Rosin
4. Trilli Trilli
5. O Rosin
6. Cuercin Cuerciun
7. A figgi de...
8. E comme noiätri
9. Trillallero
10. Faela ballâ
11. Lanterna de Zena
12. Canto perché son imbriaego
13. E comme noiätri
14. Cin Cin – Inserto parlato
15. Trilli Trilli
16. Foxe de Zena
17. O cincillà
18. E comme noiätri
19. Bananero
20. Dixan che in America

Lato B
1. Vi saluto
2. Vola colomba
3. A l'ea una figgetta
4. Balocchi e profumi
5. Vegni un po' chi
6. Se ne battemmo un po'...
7. E comme noiätri
8. Main
9. Baxime
10. Inserto parlato
11. Luna tra le stelle
12. Quarto a-o mâ
13. No l'ho mai piggiâ
14. Olidin Olidena
15. E comme noiätri
16. Attacchite a-o lampiõn
17. Finale